# Gudrun Wagnerová
Gudrun Wagnerová (Gudrun Wagner), rozená Armannová (Armann), později Macková (Mack) (15. června 1944 Olsztyn (Allenstein), Německá říše — 28. listopadu 2007 Bayreuth, Spolková republika Německo) byla druhá manželka Wolfganga Wagnera a spoluorganizátorka Hudebních slavností v Bayreuthu.

## Život
Gudrun Wagnerová vyrostla v Dolním Bavorsku v blízkosti Řezna, kam se dostala jako čtyřtýdenní dítě po vyhnání její rodiny z Východního Pruska. Otec se z válečného zajetí vrátil až roku 1949. Po získání vzdělání jako zahraniční korespondentka a zahraničních pobytech v Paříži, Birminghamu a Londýně se roku 1965 na novinový inzerát dostala na místo v tiskové kanceláři Hudebních slavností v Bayreuthu a pracovala tam nejprve jako sekretářka. Tam se seznámila s Dietrichem Mackem, tiskovým šéfem slavností a pozdějším spoluvydavatelem deníků Cosimy Wagnerové, a roku 1970 se za něj provdala. O pět let později převzala vedení kanceláře Wolfganga Wagnera, vedoucího slavností. Poté, co se oba rozvedli se svými dosavadními partnery, následovala roku 1976 svatba. V květnu 1978 se jim narodila dcera Katharina. Nový sňatek vyvolal přerušení styků až nepřátelství Wolfganga Wagnera nejen s jeho dosavadní manželkou Ellen roz. Drexelovou, ale i s jeho synem Gottfriedem a dcerou Evou, která byla propuštěna z místa asistentky vedoucího slavností.
Jakožto asistentka (od roku 1984) a osobní referentka (od roku 1985) svého muže se Gudrun Wagner vypracovala na vlivnou spoluorganizátorku slavností. Když byla s postupujícím věkem Wolfganga Wagnera probírána otázka nástupnictví po něm ve funkci vedoucího Hudebních slavností v Bayreuthu a roku 2001 poprvé veřejně zazněly požadavky na jeho odstoupení, navrhl svou ženu jako kandidátku. Tento plán neuspěl, neboť správní rada Nadace Richarda Wagnera Bayreuth dala přednost dceři Wolfganga Wagnera z prvního manželství, Evě Wagnerové-Pasquierové. Nato se dosavadní vedoucí odvolal na svou doživotní smlouvu a zůstal ve funkci. Z důvodu špatného zdravotního stavu svého muže řídila Gudrun Wagnerová v posledních letech až do své smrti de facto celou organizaci festivalu a v tomto postavení ovlivňovala také řadu rozhodnutí o obsazení a jiných uměleckých otázkách, jakož i o rozdělování vstupenek. Podle tvrzení Süddeutsche Zeitung (i vyjádření Evy Pasquierové) byla ve velké míře odpovědná za nesváry v rodině i za zachovávání uměleckého statu quo. Zápas uvnitř rodiny brzdil reformu hudebních slavností považovanou za nezbytnou.
Gudrun Wagnerová byla označována za „tajnou vládkyni Zeleného vršku“, sama se raději označovala za „ženu v ohni“. Podle jejího vyjádření: „Jestli chci svou práci dělat dobře - a kdo by nechtěl? -, musím přirozeně držet v rukou všechny nitě; jinak by to tady prostě nefungovalo.“
Podle informací správy slavností se Gudrun Wagnerová dne 26. listopadu 2007 odebrala na menší plánovanou operaci v bayreuthské nemocnici. Tam zemřela ráno 28. listopadu 2007, zřejmě na embolii plic.

## Vyznamenání, členství
- 1993 Chevalier des arts et lettres[5]
- 1996 čestné členství v Richard-Wagner-Verband International
- 2004 Rienziho cena Lotyšské kulturní akademie a Lotyšské národní opery v Rize[5]